# Татич, Майя
Майя Татич (серб. Маја Татић; 30 октября 1970, Белград, СФРЮ) — сербская певица, представительница Боснии и Герцеговины на конкурсе песни «Евровидение-2002».

## Биография

### Карьера
В детстве Майя участвовала во многих детских фестивалях, а начала свою музыкальную карьеру в 17 лет.
В 1992 году она улетела в Канарские острова, где жила следующие восемь лет. В местных клубах Канарских островов, Майя исполняла песни группы ABBA и известной певицы Тины Тёрнер.

### Евровидение
В 2002 году Майя участвовала на фестивале «BH Eurosong», где выбирали представителя Боснии и Герцеговины на конкурс песни Евровидение. Исполненная композиция «Na jastuku za dvoje» стала победителем фестиваля, что дало возможность Майе представить Боснию и Герцеговину на конкурсе песни «Евровидение-2002».
На конкурсе Майя выступила под номером 15. Выступление прошло удовлетворительно: с результатом в 33 балла, певица заняла 13-е место (разделив его с представителями Бельгии и Словении).
Примечательно, что Майя исполнила на конкурсе англо-сербскую версию песни, а не на боснийском языке.

### Дальнейшая жизнь и карьера
В 2004 году Майя выпустила свой первый альбом под названием «Lagali su me».
В 2008 году певица выпустила свой второй музыкальный альбом под названием «Moja te je dusa poznala».

## Дискография
- 2004: «Lagali su me»
- 2008: «Moja te je dusa poznala»